# Brödernas Arena
Brödernas Arena är en ishall i Arboga. Hallen har plats för 1 400 åskådare. IFK Arboga IK spelar i hallen. Mellan åren 1999 och 2007 var hallen en hockeyallsvensk arena.

## Namn
Arenan har haft flera olika sponsornamn:
- Beckers Glas Arena 2018–2021[3]
- Rasta Arena 2017/2018[4]
- TBO Ågården Arena 2015–2017[5]
- Sparbanken Arena 2004–2015[5]
- Arboga ishall[5]